# Angers SCO
Angers Sports Club de l'Ouest, thường được gọi là Angers SCO hoặc đơn giản là Angers (phát âm tiếng Pháp: [ɑ̃.ʒe]), là một câu lạc bộ bóng đá Pháp có trụ sở tại Angers ở miền tây nước Pháp. Câu lạc bộ được thành lập vào năm 1919 và hiện đang tham gia Ligue 1, giải đấu cao nhất của bóng đá Pháp, đã thăng hạng vào giải đấu năm 2015 sau 21 năm. Đội chơi các trận đấu trên sân nhà tại Stade Raymond Kopa. Câu lạc bộ đã chơi 23 mùa ở giải đấu hàng đầu, Ligue 1, và cũng đã tham gia UEFA Cup sau khi kết thúc vị trí thứ 4 trong mùa 1971-72.

## Lịch sử
Đội được thành lập vào năm 1919, cũng là năm mà FFF được thành lập.
Trong lịch sử của đội, họ đã lên xuống giữa hai giải đấu hàng đầu trong nhiều lần. Tuy nhiên, họ đã thi đấu ở giải hạng ba; mùa 2006-07 là mùa cuối cùng của họ ở giải hạng ba.
Mùa đầu tiên mà Angers ra mắt trong giải hạng hai ở Pháp là vào năm 1945. Trong mùa này, Angers SCO được đặt vào bảng phía Bắc; tại thời điểm đó, giải hạng hai được chia thành hai nhóm, miền Bắc và miền Nam. Angers đứng thứ ba, kém Stade Fran bảy điểm, đội được thăng hạng nhất.
Trong mùa giải 2014*15 Ligue 2, đội đã thăng hạng sau một thời gian dài ở vị trí thấp hơn.
Trong mùa giải 20151616 Ligue 1, SCO đã đứng thứ chín trong bảng xếp hạng chung cuộc. Trong trận đấu mở màn của họ với Montpellier HSC, Angers đã giành chiến thắng với tỷ số 2-0.
Vào ngày 28 tháng 5 năm 2017, Angers đã chơi trong trận chung kết Coupe de France 2017 với Paris Saint-Germain. Angers thua trận 1-0 với bàn thắng ở phút thứ 91. Kết thúc mùa giải Ligue 1 2017/2018, Angers đứng thứ 14 trên BXH và tiền đạo người Karl, Karl Toko Ekambi kết thúc với 17 bàn thắng ấn tượng trong cuộc thi.

## Cầu thủ

### Đội hình hiện tại
Tính đến 1 tháng 2 năm 2023
Ghi chú: Quốc kỳ chỉ đội tuyển quốc gia được xác định rõ trong điều lệ tư cách FIFA. Các cầu thủ có thể giữ hơn một quốc tịch ngoài FIFA.
| Số | VT | Quốc gia             | Cầu thủ                           |
| -- | -- | -------------------- | --------------------------------- |
| 1  | TM | Pháp                 | Paul Bernardoni                   |
| 2  | HV | Pháp                 | Batista Mendy                     |
| 3  | HV | Bờ Biển Ngà          | Souleyman Doumbia (đội phó)       |
| 4  | HV | Bosna và Hercegovina | Halid Šabanović                   |
| 5  | HV | Slovenia             | Miha Blažič                       |
| 6  | TV | Algérie              | Nabil Bentaleb (đội trưởng)       |
| 7  | TĐ | Sénégal              | Ibrahima Niane (cho mượn từ Metz) |
| 8  | TV | Maroc                | Azzedine Ounahi                   |
| 9  | TĐ | Pháp                 | Loïs Diony                        |
| 10 | TV | Pháp                 | Himad Abdelli                     |
| 11 | TĐ | Pháp                 | Amine Salama                      |
| 14 | TV | Pháp                 | Yassin Belkhdim                   |
| 15 | TV | Pháp                 | Pierrick Capelle                  |
| 16 | TM | Pháp                 | Melvin Zinga                      |
| 17 | TV | Pháp                 | Ibrahim Amadou                    |

| Số | VT | Quốc gia    | Cầu thủ                              |
| -- | -- | ----------- | ------------------------------------ |
| 19 | TĐ | Sénégal     | Abdallah Sima (cho mượn từ Brighton) |
| 20 | TĐ | Gabon       | Ulrick Eneme Ella                    |
| 22 | HV | Bénin       | Cédric Hountondji                    |
| 23 | TĐ | Pháp        | Adrien Hunou                         |
| 24 | TV | Pháp        | Jean-Mattéo Bahoya                   |
| 25 | HV | Bờ Biển Ngà | Abdoulaye Bamba                      |
| 26 | TV | Pháp        | Waniss Taïbi                         |
| 27 | TV | Pháp        | Ali Kalla                            |
| 29 | HV | Pháp        | Ousmane Camara                       |
| 30 | TM | Pháp        | Yahia Fofana                         |
| 31 | HV | Algérie     | Ilyes Chetti                         |
| 35 | TĐ | Pháp        | Jason Mbock                          |
| 40 | TM | Pháp        | Théo Borne                           |
| 92 | TĐ | Sénégal     | Sada Thioub                          |
| 94 | HV | Tunisia     | Yan Valery                           |

### Cho mượn
Ghi chú: Quốc kỳ chỉ đội tuyển quốc gia được xác định rõ trong điều lệ tư cách FIFA. Các cầu thủ có thể giữ hơn một quốc tịch ngoài FIFA.
| Số | VT | Quốc gia | Cầu thủ                                                                   |
| -- | -- | -------- | ------------------------------------------------------------------------- |
| —  | TĐ | Croatia  | Marin Jakoliš (cho mượn tại AEK Larnaca cho đến ngày 30 tháng 6 năm 2023) |